# RNA聚合酶Ⅱ

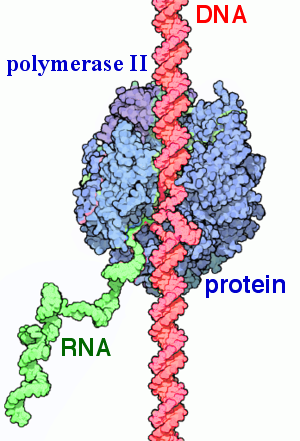
Function of RNA Polymerase II (transcription). Newly synthesized RNA strand by enzyme(green).

RNA聚合酶Ⅱ（英語：RNA polymerase II，亦被称为RNAPⅡ或PolⅡ）是一个多种蛋白质复合体。它是在真核生物细胞核中发现的三种RNAP酶之一。 它催化DNA的转录，以合成mRNA的和大多数snRNA和微RNA的前体。 RNA聚合酶Ⅱ是一个550 kDa的12个亚基复合物，是研究最多的RNA聚合酶类型。 它需要多种转录因子才能与上游基因启动子结合并开始转录。

## 发现

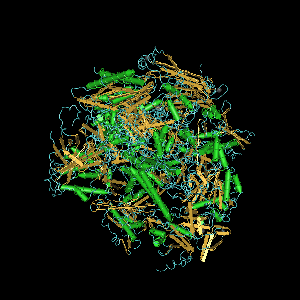
釀酒酵母的RNA聚合酶Ⅱ包含有12个亚基。

早期的研究表明至少有两种RNAP：一种在核仁中合成rRNA，另一种在核质中合成其他RNA，核一部分但在核仁外。在1969年，科学实验家罗伯特·罗德（Robert Roeder）和威廉·鲁特（William Rutter）最终发现了一种额外的RNAP，它负责在核质中转录某种RNA。 通过使用DEAE-Sephadex 离子交换色谱法获得该发现。 该技术通过增加硫酸铵的浓度将酶分离相应洗脱的顺序，I，II，III。根据洗脱顺序命名酶，RNA聚合酶Ⅰ，RNA聚合酶Ⅱ，RNA聚合酶Ⅲ。 该发现表明在核质中存在另外的酶，其允许RNAP II和RNAP III之间的区分。

## 亚基
真核核心 RNA聚合酶II首先使用转录分析被纯化。 被纯化的酶通常有10-12个亚基（人类和酵母中有12个），并且不能识别特定的启动子。 许多亚基-亚基相互作用是已知的。